# Álvaro Cunhal
Álvaro Barreirinhas Cunhal [alvaru barreiriňaš kuňal] (10. listopadu 1913 Coimbra – 13. června 2005 Lisabon) byl portugalský politik a spisovatel, přední funkcionář Portugalské komunistické strany (PCP) a jeden z hlavních odpůrců Salazarovy diktatury.
Cunhal, jehož rodina se přestěhovala do Lisabonu, se stal aktivním členem PCP roku 1931. Ve 30. letech byl předsedou komunistické mládeže a navštívil Sovětský svaz. Současně studoval právo, které dokončil licenciátem na téma legality a ilegality potratu.
Coby komunista byl Cunhal od roku 1937 zatýkán, případně se skrýval. Roku 1960 se mu za pomoci druhů podařilo prchnout z vězení v pevnosti v Peniche a odejít do Moskvy a posléze do Paříže; v letech 1961—1992 byl generálním tajemníkem PCP, která za salazarovského režimu (do r. 1974) působila ilegálně a byla řízena z exilu. V koloniálních válkách podporovala Cunhalova PCP antikoloniální odboj; v roce 1968 Cunhal výslovně podpořil vstup vojsk Varšavské smlouvy do Československa.
Po Karafiátové revoluci se mohl vrátit do Portugalska a stát se členem parlamentu (do 1992). Pod pseudonymem Manuel Tiago napsal několik historických románů, kromě toho maloval a překládal. Ke stáru trpěl zeleným zákalem a postupně slepl. Jeho pohřeb v roce 2005 byl masovou událostí. O dva roky později byl v televizní show Os Grandes Portugueses zvolen se ziskem 19,1 % hlasů 2. největším Portugalcem v dějinách (1. byl jeho protivník Salazar se ziskem 41 % hlasů); podle mnoha historiků a pozorovatelů[kdo?] nemá tato show přílišnou vypovídací hodnotu. Cunhal je symbolem portugalské radikální levice.

## Vyznamenání

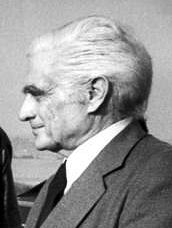
Álvaro Cunhal (NDR, 1982)

- Řád Říjnové revoluce – Sovětský svaz, 6. listopadu 1973
- Řád Playa Girón – Kuba, 1984[3]
- Řád přátelství – Československo, 18. září 1984[4]
- Leninův řád – Sovětský svaz, 9. listopadu 1988